# With a Child's Heart
Singles de Stevie Wonder
Uptight (Everything's Alright)
(1965) Blowin' in the Wind
(1966)
With a Child's Heart est une chanson de Stevie Wonder parue en 1966 et issue de son album Up-Tight. Initialement sortie en tant que face B de son single Nothing's Too Good For My Baby, elle perce toutefois dans le classement Billboard R&B en entrant dans le top 10.
Ce titre est également interprété par Michael Jackson, reprise diffusée en tant que premier single de son 3e album Music and Me en 1973.

## Version de Stevie Wonder
La version originale de With a Child's Heart sort en mars 1966 en tant que face B de Nothing's Too Good For My Baby (référence T 54130), les deux chansons étant issues de son album Up-Tight.
La chanson est coécrite par l'autrice soul Vicki Basemore, Sylvia Moy et Henry Cosby, qui en est également le coproducteur avec William "Mickey" Stevenson.
À l'occasion de la sortie de la reprise de Michael Jackson en 1973, une réédition de l'interprétation originale sort dans la collection Motown YesterYear Series.

### Classements
| Classement (1966)                  | Meilleure position |
| ---------------------------------- | ------------------ |
| États-Unis (Billboard Hot 100)     | 131                |
| États-Unis (Billboard R&B Singles) | 8                  |

## Version de Michael Jackson
Singles de Michael Jackson
Ben
(1972) Happy
(1973)
En 1973, la chanson est reprise par Michael Jackson en guise de premier single issu de son album Music and Me (référence  M 1218).
Sorti le 5 mai 1973, le titre est accompagné en face B de Morning Glow, la 9e piste du même album, titre écrit et composé par Stephen Schwartz. La production de With a Child's Heart est confiée à Fonce Mizell (en) et Freddie Perren (en), Berry Gordy étant référencé comme producteur exécutif.
Dans une interview de 2003 accordée à Martin Bashir, Jackson admet qu'il ne se rappelle plus avoir enregistré la chanson et qu'il ne se souvenait d'aucune de ses paroles.
En 2009, la compilation The Stripped Mixes (en) contient une nouvelle version de la chanson, remixée par Neil Citron (en) et Tom Rowlands, membre des Chemical Brothers.

### Classements
| Classement (1973)                         | Meilleure position |
| ----------------------------------------- | ------------------ |
| États-Unis (Billboard Hot 100)            | 50                 |
| États-Unis (Billboard R&B Singles)        | 14                 |
| États-Unis (Billboard Adult Contemporary) | 23                 |
| États-Unis (Cash Box top 100)             | 37                 |

## Version de Raven-Symoné
Singles de Raven-Symoné
Raven Is the Flavor
(1993) Grazing in the Grass
(2004)
With a Child's Heart est également interprétée par la chanteuse américaine Raven-Symoné, sortie en single le 20 février 1999 et extraite de son second album studio Undeniable (en) où quatre versions sont proposées.
En sus de la version "ballade" créditée aux auteurs originaux, les versions "Uptempo" sont créditées à Jerome Rome Jefferson, qui est également le producteur du single.
Raven promeut son single dans les écoles et les centres commerciaux aux États-Unis, et participe à la tournée 1998-1999 du groupe pop 'N Sync. Trois clips vidéo sont produits : le premier utilise la version uptempo originale, le second met en avant la version ballade et le troisième présente la version remixée. Malgré les clips et la promotion, le single ne se vend pas et ne rencontre aucun succès.

### Formats
Le single sort sous trois formats : CD Single (Mercury 46341-2087-2), 33 tours 4 titres (SP-8616-1) et 33 tours 6 titres (Private I Record LP-903).
| 1. | With a Child's Heart (Uptempo Juice Mix)      | 3:53 |
| 2. | With a Child's Heart (Uptempo Pgr Mix)        | 3:53 |
| 3. | With a Child's Heart (Uptempo Juice Drum Mix) | 4:25 |
| 4. | With a Child's Heart (Ballad Album Mix)       | 5:32 |

| A1. | With a Child's Heart (Full Mix)     |  |
| A2. | With a Child's Heart (Drum Mix)     |  |
| B1. | With a Child's Heart (Instrumental) |  |
| B2. | With a Child's Heart (Accapella)    |  |

| A1. | With a Child's Heart (Uptempo Juice Mix)              | 3:53 |
| A2. | With a Child's Heart (Uptempo Juice Mix instrumental) | 3:53 |
| A3. | With a Child's Heart (PRG Mix)                        | 3:53 |
| B1. | With a Child's Heart (J St J House Radio Mix)         | 3:53 |
| B2. | With a Child's Heart (J St J House Club Mix)          | 3:53 |
| B3. | With a Child's Heart (Vocals Only)                    | 3:37 |

## Autres reprises
Informations issues de Second Hand Songs, sauf mentions contraires.
- The Bar-Kays, en version instrumentale sur Soul Finger (1967)
- Diana Ross & The Supremes sur Let the Sunshine In (en) (1969)
- Dionne Bromfield sur Introducing Dionne Bromfield (2009)